# Шлик, Фридрих Густав
Фридрих Густав Шлик (нем. Friedrich Gustav Schlick; 1804, Лейпциг — 6 сентября 1869, Лошвиц (ныне в черте Дрездена)) — немецкий художник и гравёр.
Автор многочисленных портретов, среди которых, в частности, портрет Х. К. Андерсена для газеты «Illustrierte Zeitung» (1846, напечатан в номере от 30 января 1847). Особой известностью пользовался выполненный Шликом гравированный портрет Иоганна Себастьяна Баха (1840), в основу которого лёг известный прижизненный портрет Элиаса Готтлоба Хаусмана; Шлик внёс изменения в контур фигуры композитора и переложил ему нотный лист из правой руки в левую. Эта работа Шлика получила высокую оценку Роберта Шумана.
Выступал также как книжный иллюстратор — в частности, сопроводив серией ксилографий повесть Фридриха Геббеля «Шнок. Нидерландская картина» (1850), переиздававшуюся с этими иллюстрациями вплоть до 1913 года. В 1847—1850 гг. Шликом была создана серия иллюстраций к «Фаусту» Гёте, современному специалисту они импонируют простотой и безыскусностью. Иллюстрировал также книги Людвига Хёльти, Иоганна Генриха Фосса, Элизы Полько и др.
Работы Шлика включены в антологию немецкой гравюры XVII—XX вв. «В отблеске души» (нем. Im Widerschein der Seele; Франкфурт-на-Майне, 1988).

## Галерея

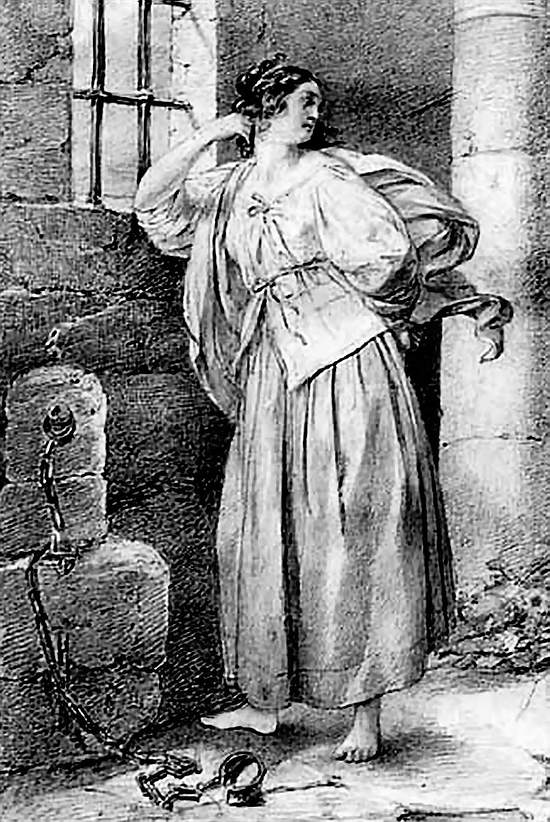
«Узница» (рисунок, 1836)
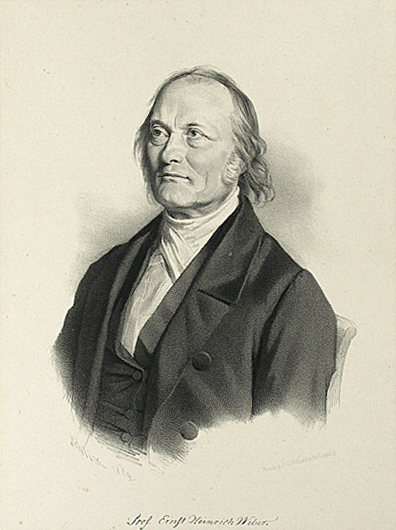
Портрет врача Э. Г. Вебера (1839)
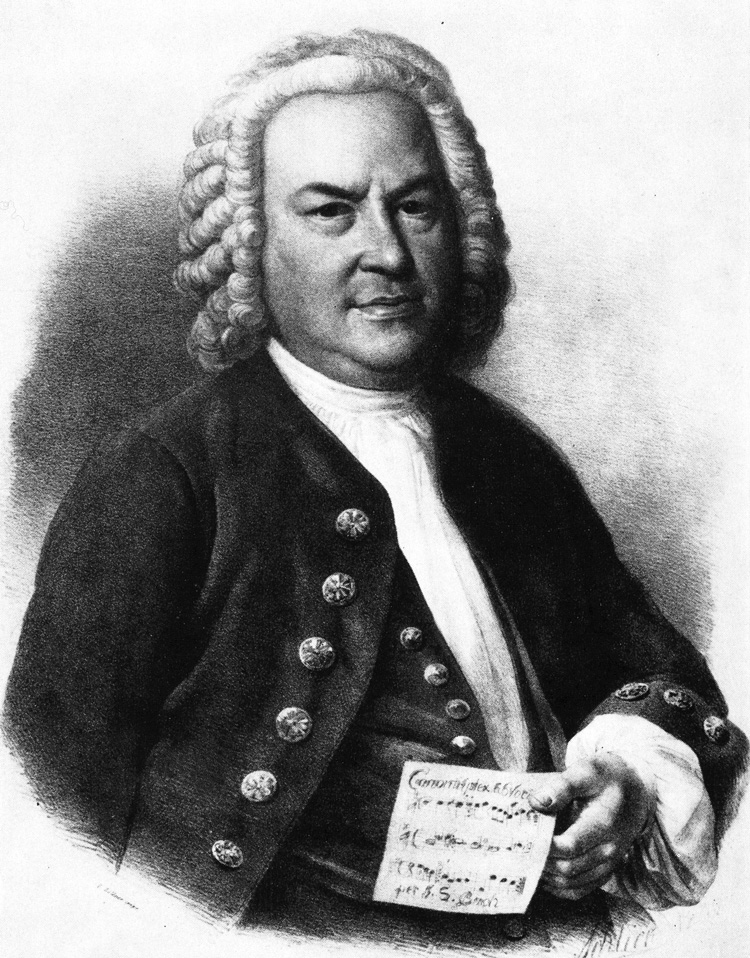
Портрет Иоганна Себастьяна Баха (по Э. Г. Хаусману, 1840)
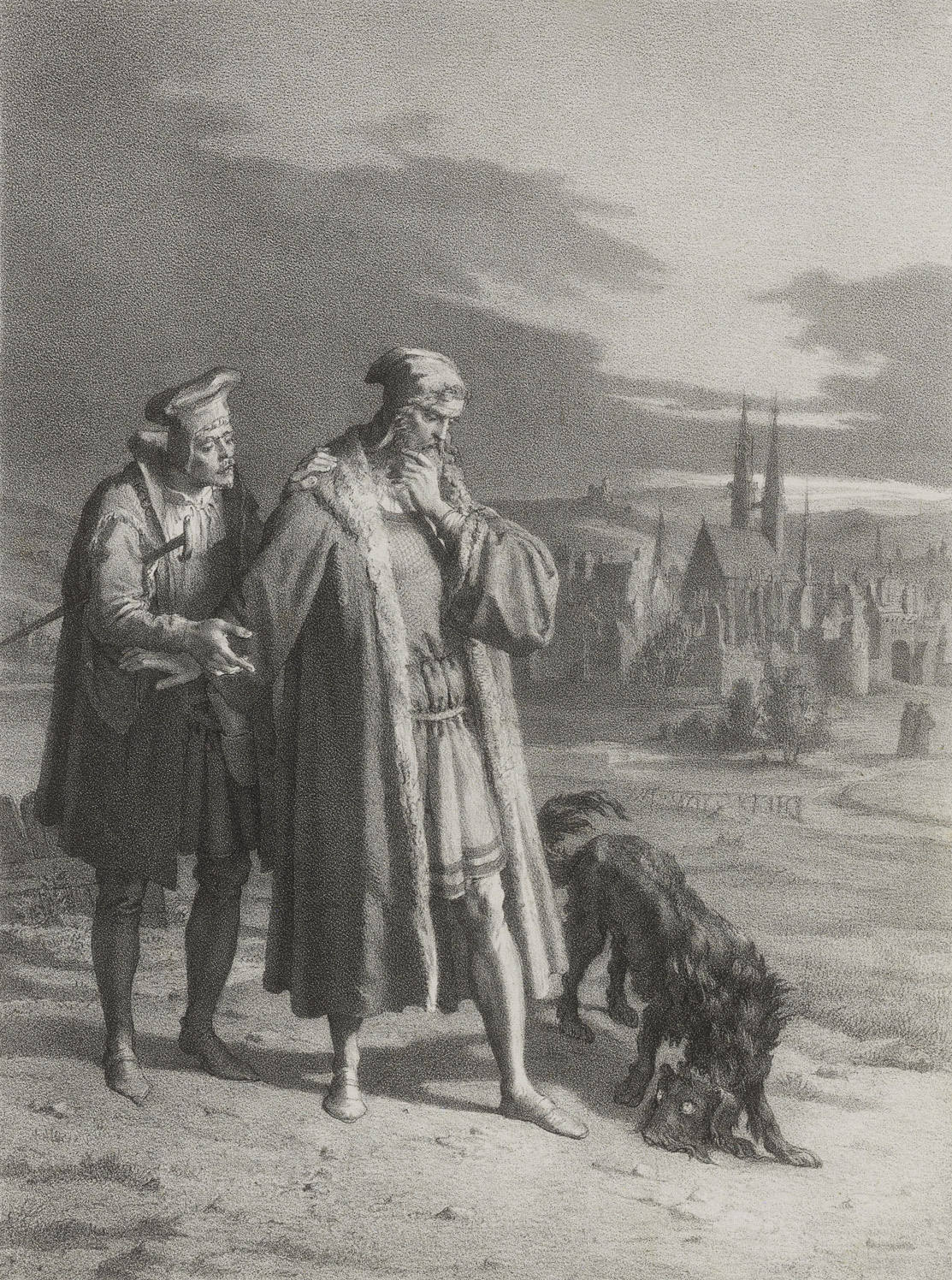
«Фауст и Вагнер на прогулке» (из иллюстраций к «Фаусту», 1847—1850)